# Rue de Robermont
La rue de Robermont est une artère liégeoise qui va de la rue d'Amercœur à la rue de Herve. Elle se situe dans le quartier administratif d'Amercœur, en rive droite de la Dérivation.

## Histoire
Le rue est ouverte en 1857. Auparavant, l'artère principale pour quitter Liège vers l'est en direction de la colline de Cornillon, du Pays de Herve et d'Aix-la-Chapelle était le Thier de la Chartreuse. La construction du fort de la Chartreuse entre 1817 et 1823 (sous le régime hollandais) coupa cette voie, obligeant les usagers à emprunter la rue des Fusillés devenue trop étroite pour le trafic grandissant, ce qui nécessita le percement de cette route quelques années plus tard. Aujourd'hui, elle est une importante voie d'accès de la cité ardente et est devenue une section de la Nationale 3.

## Description
Avec une longueur d'environ 1 170 m, cette artère très fréquentée gravit par une large courbe tournant à droite la côte de Cornillon passant d'une altitude de 60 m à une altitude de 120 m. Cette côte d'une pente d'environ 5% se poursuit par la rue de Herve, voirie ancienne faisant partie de la section de Grivegnée.

## Odonymie
La fondation de l'abbaye de Robermont remonte à l'année 1015. Elle prend ce nom en hommage à Robert de Molesme, créateur de l'ordre de Citeaux. Sa première reconstruction eut lieu en 1193 par Ermede des Prez première abbesse de Robermont. À la Révolution française, le couvent d'une superficie de 28 638 m2 et la ferme d'une superficie de 309 793 m2 sont vendus, le 11 avril 1797, aux ex-religieuses. C'est sur les terrains qui dépendaient de cette abbaye que se trouve le cimetière de Robermont.

## Architecture et patrimoine
- En retrait,  au coin de la rue (no 2) avec le Thier de la Chartreuse, se trouve l'ancien hospice de Cornillon servant de léproserie au milieu du XIIe siècle et occupé par le Carmel Sainte-Julienne (ou Carmel de Cornillon) depuis 1860. Cet édifice se compose principalement d'un cloître et d'une église de style roman dont l'origine remonte vraisemblablement au XIIe siècle[2]. Les parties anciennes de l'église du couvent des Carmélites de Cornillon, à savoir : l'abside semi-circulaire, deux travées du chœur, la tour et les chapelles sont reprises sur la liste du patrimoine immobilier classé de Liège.
- Des nos 114 à 120 et de 150 à 154, immeubles de style Art déco.
- Aux nos 128/130, en retrait, maison de style néo-classique en double corps, édifiée dans la seconde moitié du XVIIIe siècle[3].
- Au no 162, immeuble de style Art nouveau.

## Rues adjacentes
- Rue d'Amercœur
- Rue Gramme
- Thier de la Chartreuse
- Rue Sainte-Julienne
- Rue de Cornillon
- Rue du Carmel
- Rue Lamarche
- Rue de l'Oasis
- Rue Fond-du-Bois
- Rue Cardinal Cardijn
- Avenue Cardinal Mercier
- Rue des Églantines
- Rue des Muguets
- Rue des Marguerites
- Rue des Chrysanthèmes
- Rue des Fusillés
- Avenue Joseph Merlot
- Rue de Herve

### Source et bibliographie
- Yannik Delairesse et Michel Elsdorf, Le nouveau livre des rues de Liège, Liège, Noir Dessin Production, décembre 2008, 2e éd. (1re éd. 2001), 512 p. (ISBN 978-2-87351-143-2 et 2-87351-143-5, présentation en ligne), page 365